# Флаг Нидерландов
Флаг Нидерла́ндов (нидерл. Vlag van Nederland) — один из государственных символов Королевства Нидерланды. Представляет собой прямоугольное полотнище, состоящее из трёх горизонтальных равновеликих полос: верхней — красной, средней — белой, и нижней — синей.
Отношение ширины флага к длине — 2:3.

## История флага Нидерландов
Нидерландские гёзы во время восстания против испанского владычества использовали цвета Оранского дома, то есть личные цвета их лидера Вильгельма Оранского: оранжевый, белый, синий. Впервые это сочетание цветов зафиксировано во время осады Лейдена в 1574 году, когда повстанческие офицеры носили оранжево-бело-голубые повязки на руках. В 1575 году первый рисунок флага можно увидеть в «Дружеском альбоме» на странице со стихотворением Яна ван Хаута, в котором тот вспоминает о сотрудничестве с Доусом во время осады Лейдена (перед тем морские гёзы пользовались 6—9-полосными флагами с тем же сочетанием цветов). Первое упоминание о флаге как военно-морском можно найти в постановлении Адмиралтейства Зеландии 1587 года. В 1599 так называемый Флаг принца был официально принят как флаг Республики. Красный цвет, близкий к оранжевому, стал заменять оранжевый уже с 1596 года и особенно с 1630-х годов, что связано со стремлением Генеральных штатов отмежеваться от Оранского дома. Этот флаг получил название «флаг Голландии» (Hollandsche Vlag) по имени главной провинции. Голландский флот нёс Флаг принца до 1630-х, а после мог нести и тот и другой флаг до 1662 года, когда Генеральные штаты окончательно отказались от оранжевого цвета. «Флаг Голландии» носил своё название до 1664 года, когда по жалобе провинции Зеландия, недовольной таким преимуществом соседки, Генеральные штаты постановили называть этот флаг «Флагом Штатов». В эту же эпоху цвета «Флага Штатов» становятся цветами морского флага России, созданного выписанными из Голландии корабельными мастерами.

Флаг Батавской республики

Флаг принца был запрещён после Батавской революции в 1795 году, а в следующем году флаг Батавской республики был дополнен (на красной части) фигурой нидерландской девушки со львом у ног в верхнем левом углу. В одной руке она держала щит с римскими фасциями, а в другой копьё, увенчанное колпаком свободы. Людовик Бонапарт, которого его брат Наполеон в 1806 г. назначил королём Голландии, восстановил старый Флаг Штатов. После создания Нидерландского королевства в 1815 году красно-бело-синий флаг остаётся государственным флагом Нидерландов поныне, хотя в 1930-е годы ультраправые силы, и особенно Национал-Социалистическая партия Нидерландов, настаивали на возвращении Флага Принца, как истинного голландского флага. Конец этим спорам положил указ королевы Вильгельмины от 19 февраля 1937 года, оказавшийся самым коротким указом в истории и гласивший:  «Цвета флага Королевства Нидерландов — красный, белый и синий» (De kleuren van de vlag van het Koninkrijk der Nederlanden zijn rood, wit en blauw).
Оранжевый цвет остаётся цветом королевской династии, и в праздники оранжевый королевский вымпел по-прежнему поднимается над государственным флагом.

## Другие флаги

Гюйс ВМС
Флаг министра обороны
Королевский штандарт

## Похожие флаги

Флаг американского штата Миссури

|                  |               |                |
| Флаг Люксембурга | Флаг Парагвая | Флаг Хорватии  |
|                  |               |                |
| Флаг России      | Флаг Словакии | Флаг Словении  |
|                  |               |                |
| Флаг Сербии      | Флаг Франции  | Флаг Югославии |

Исторические флаги
Флаг Южно-Африканского Союза (1910 — 1961) и Южно-Африканской Республики с 1928 по 27 апреля 1994
Флаг Трансвааля (1881 — 1902) с 1858 по 1877 и с 1880 по 1902
Флаг Оранжевого Свободного государства (Оранжевой Республики) (1854 — 1902) с 1857 по 1902